# Forças de Segurança da Fronteira Síria

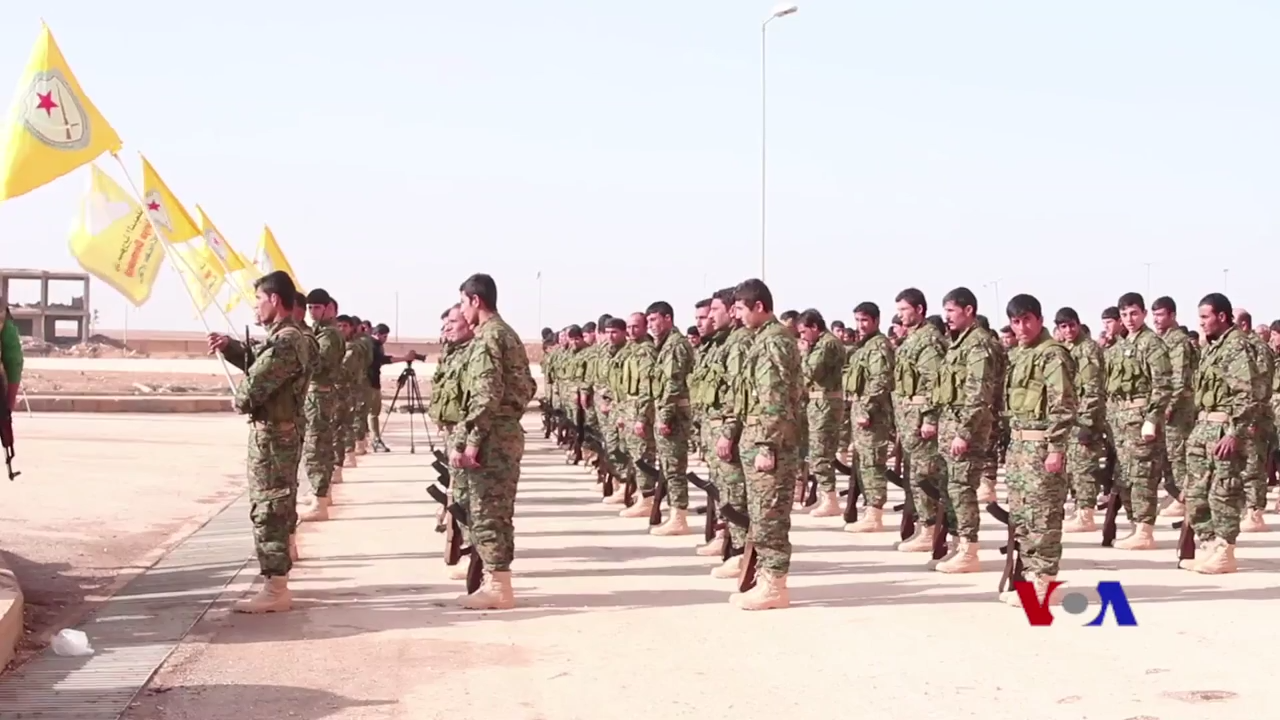
Contingente das Forças de Segurança de Fronteira.

As Forças de Segurança da Fronteira Síria (FSFS) (em inglês: Syrian Border Security Forces, SBSF) é uma guarda fronteiriça que a coligação liderada pelos Estados Unidos pretende formar para mobilizar ao longo da fronteira síria com a Turquia e o Iraque, com o objectivo estratégico de conter o resto dos combatentes do Estado Islâmico do Iraque e do Levante (EI/EIIL).. O Departamento de Defesa dos Estados Unidos veio, mais tarde, negar a criação de uma guarda fronteiriça pelo governo americano, referindo-se ao novo desenvolvimento como um simples treino de forças para segurança

## Fundação
Em 23 de dezembro de 2017, o General do Exército dos Estados Unidos Joseph Votel, comandante do Comando Central dos Estados Unidos, anunciou que as forças americanas na Síria estavam a planear uma expansão do seu actual programa de treino para milícias aliadas da CJTF-OIR para as especializar em segurança fronteiriça.. A razão oficial para estender o apoio aos grupos árabes e curdos (Forças Democráticas Sírias, FDS) era a prevenção de uma ressurgência do Estado Islâmico do Iraque e do Levante nas áreas recentemente capturadas pelas FDS
A 31 de dezembro, fontes curdas anunciaram que a criação de um "Exército Norte-Sírio" estava para ser formado em breve. A função desta nova formação seria a segurança das fronteiras dos territórios controlados pelas FDS. Este novo exército iria ser liderado pelas Forças de Autodefesa (HXP), e seria composta por combatentes curdos, árabes, síriacos, turcomenos e chechenos. Um líder das HXP, Siyabend Welat, afirmou que "o Exército Norte-Sírio irá provar a vontade do povo de se defender no caso de estar sobre ataque."
A 13 de janeiro de 2018, o porta-voz de relações públicas da CJTF-OIR Coronel Thomas Veale anunciou oficialmente a criação da Forças de Segurança, afirmando a um site que seriam composta por cerca de 30.000 membros, metade deles veteranos das FDS. Os outros 15.000 membros seriam recrutados, com cerca de 230 pessoas a serem treinadas na aula inaugural das Forças de Segurança.  O departamento de relações públicas da Coligação explicou que os combatentes curdos das Unidades de Proteção Popular (YPG) iriam ser estacionadas na fronteira com a Turquia e na zona controlado pelos rebeldes pró-turcos do Exército Nacional Sírio. Os combatentes árabes iriam ser estacionados no vale do Rio Eufrates próxima da fronteira com o Iraque e da zona controlada pelas Forças Armadas da Síria.
O porta-voz acrescentou que o treino das FSFS inclui instruções para interrogatórios, triagem e verificação biométrica bem como encontrar artefactos explosivos improvisados.
Em 20 de janeiro, cerca de 250 combatentes graduaram-se como parte do segundo contingente das FSFS a sul de Al Hasakah. Os combatentes acenaram bandeiras das FDS e HXP, e a cerimónia de graduação foi assistida por oficiais das FDS e pessoal militar americano.

## Reacções Internacionais
O anúncio da criação das Forças de Segurança recebeu fortes críticas por parte da Síria, Rússia, Irão e Turquia
República Árabe Síria - O Ministério dos Negócios Estrangeiros condenou oficialmente a decisão americana de criar uma nova guarda fronteiriça de 30.000 membros nas áreas controladas pelas FDS, considerando-a ilegal. O comunicado declarou a criação destas forças como "uma clara violação da soberania da Síria e da sua integridade territorial e uma flagrante violação da lei internacional."
O Ministério dos Negócios Estrangeiros urgiu às Nações Unidas para denunciar a decisão da coligação americana, e contrariar "a mentalidade de dominação e de arrogância que domina as políticas da administração dos EUA.", afirmando que esta acção iria ter consequências para a segurança internacional. O gabinete do ministério avisou que qualquer cidadão sírio que se junte às FSFS será culpada de alta traição contra o Estado e o povo da Síria, e que essas pessoas iriam ser julgadas como traidores.
 Rússia - A 15 de janeiro, Vladimir Shamanov, presidente do Comité de Defesa do Duma Federal anunciou que a Rússia iria tomar medidas em resposta à criação das forças fronteiriças. Shamanov afirmou que "[este tipo de comportamento da coligação dos EUA] vai em confrontação directa [contra os interesses da Rússia], e nós e os nossos colegas irão com certeza tomar certas medidas para a estabilização da situação na Síria."
 Turquia - Os planos da coligação em criar as forças de segurança aumentaram o ressentimento da Turquia contra a coligação dos EUA e a sua decisão de armar e treinar milícias curdas na Síria.. O governo turco olha para o Partido de União Democrática (PYD) e o seu braço armado, o YPG, como uma ameaça à segurança nacional. O YPG são o maior membro das FDS (apoiadas pelos EUA), e são aliados do Partido dos Trabalhadores do Curdistão (PKK), que é considerado como uma organização terrorista e que está num longo conflito contra o governo turco (Conflito curdo-turco)